# Kato Mikeladse

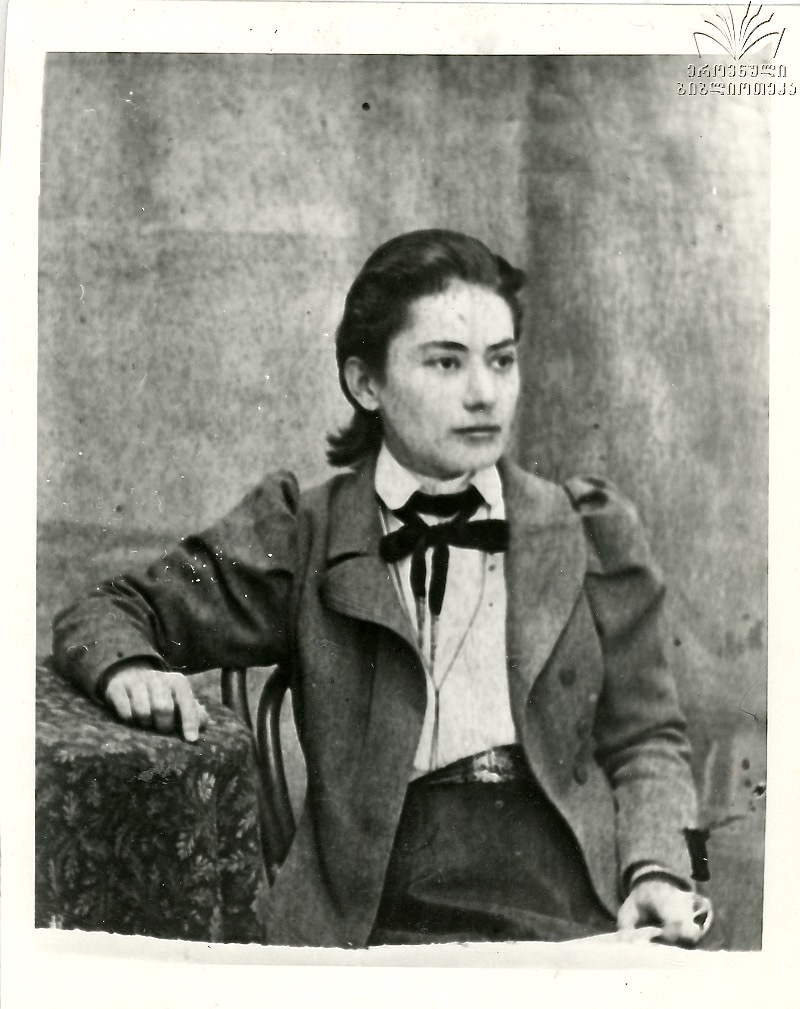
Kato Mikeladse 1909

Ekaterine „Kato“ Mikeladse (auch Kato Mik̕elaje, georgisch ეკატერინე „კატო“ მიქელაძე, * 18. September 1878 im Dorf Kula, Kutaissi Mazra; † 1942) war eine georgische Dichterin, Publizistin und Frauenrechtlerin.

## Leben und Werk
Sie besuchte die St. Nino School (städtische höhere Mädchenschule) in Kutaissi, die sie im Jahr 1900 abschloss. In dieser Zeit veröffentlichte sie bereits feministische Beiträge in der Zeitschrift Kvali. Danach zog sie nach Zchinwali und gründete eine Bibliothek. Mit einem von ihr gegründeten Kreis von Theaterliebhabern veranstaltete sie kostenlose Aufführungen. Während des Aufenthalts in Zchinwali schrieb sie unter dem Pseudonym „Kh“ revolutionäre Gedichte, die in der Zeitung Zhozola veröffentlicht wurden. Auf Empfehlung der georgischen literarischen Gesellschaft wurde ihr 1903 ein Studienaufenthalt in Moskau ermöglicht. Sie studierte danach an der Fakultät für Sozial- und Politikwissenschaften der Universität Brüssel und machte 1906 ihren Abschluss. Während ihres Parisaufenthaltes von 1910 bis 1915 lernte sie die Geschichte der europäischen Frauenbewegung kennen. Sie war besonders interessiert an den Organisationen und Personen der Suffragettenbewegung, wie Emmeline Pankhurst. 1916, nach ihrer Rückkehr nach Georgien, setzte sie sich auch in ihrem Heimatland wieder für die Rechte der Frauen ein. Unter ihrer Führung wurde 1917 bis 1918 eine Frauenliga gegründet, die zur aktiven politischen Teilhabe der Frauen aufrief. In den Jahren 1918 bis 1919 gründete und redigierte sie die Zeitung „ხმა ქართველი ქალისა“ (Die Stimme der georgischen Frau), die die rechtliche Situation der Frauen in Georgien, Russland, Europa und den USA beleuchtete. Dort erschienen Gedichte, Geschichten und Artikel zu sozialen und geschichtlichen Themen. Neben Werken von Georgierinnen wurden Texte von Bertha von Suttner und Christabel Pankhurst abgedruckt. Mikeladse und ihre Mitstreiterinnen erreichten, dass nach der Wahl von 1919 fünf Frauen zu den 132 Abgeordneten des georgischen Parlaments gehörten.
Im Jahr 1920 arbeitete sie als Lehrerin in Gudauta und Sighnaghi. Ab 1921 ließ sie sich endgültig in Tiflis nieder. Nachdem die Demokratische Republik Georgiens 1921 von der Roten Armee besetzt und in die Sowjetunion eingegliedert wurde, stand Mikeladse unter Druck. Um sich diesem Druck zu entziehen, widmete sie der Führung einige Gedichte. Seit 1930 arbeitete sie im Zentralarchiv und Museum der Revolution. Später trat sie dem Schriftstellerverband bei, wurde aber ausgeschlossen, nachdem sie bekannte Autoren als Erotomanen kritisierte. Sie warf ihnen vor, in ihren Werken ein verzerrtes Frauenbild darzustellen. Die Frauen würden darin entweder auf die Mutterrolle reduziert oder als Hure dargestellt. Diese Frauengestalten seien nicht in der Lage, politisch zu handeln. Nach 1940 bestritt Mikeladse ihren Lebensunterhalt mit Französischunterricht. Sie verstarb 1942 völlig verarmt.

## Rezeption
Tamta Melashvili veröffentlichte 2013 eine detaillierte Analyse von Mikeladses feministischem Denken und ihrer publizistischen Arbeit. Das 288 Seiten starke Buch in georgischer Sprache enthält weiter Gedichte, persönliche Briefe und Fotos.

## Ehrungen
Der Kato Mikeladze Award zeichnet Frauenrechtsaktivistinnen in Georgien aus.